# 凯尔·查默斯
凯尔·查默斯（英語：Kyle Chalmers，1998年6月25日—），生于澳大利亚林肯港，澳大利亚游泳运动员，擅长短距离自由泳。他的父亲是前澳式足球选手布雷特·查默斯（Brett Chalmers）。查默斯曾在2016年奥运预选赛中刷新男子100米自由泳的世界青少年纪录，之后又在2016年夏季奥运会上获得男子100米自由泳金牌，成为48年来首位在该项目上获得金牌的澳大利亚运动员。

## 运动生涯
2014年，查默斯参加了在中国南京举办的第2届夏季青奥会。虽然没有在个人项目上获得奖牌，但他仍获得了男子4×100米混合泳接力、男女混合4×100米自由泳接力以及男女混合4×100米混合泳接力这三个项目的铜牌。
2015年8月初，查默斯首次参加世界游泳锦标赛，并在4×100米自由泳接力以及4×100米混合泳接力的预赛中登场。同月月底，他参加了在新加坡举办的2015年世界青年游泳锦标赛，并获得了多枚奖牌，其中50米自由泳、100米自由泳以及男子4×100米自由泳接力更是获得金牌。
在2016年夏季奥运会游泳比赛澳大利亚预选赛上，查默斯以48.03的成绩获得男子100米自由泳第二名，并打破了世界青少年纪录，他和第一名的卡梅伦·麦克沃伊共同获得里约奥运会该项目的参赛资格。8月，他赴巴西里约热内卢参加自己运动生涯里的第一届奥运，首先他联同队友在男子4×100米自由泳接力项目上为澳大利亚赢取一枚铜牌。之后他又在男子100米自由泳决赛上以47秒58的成绩战胜所有对手，成为48年来首位在该项目上获得金牌的澳大利亚运动员。在游泳最后一个比赛日举行的男子4×100米混合泳接力决赛上，查默斯以第四棒队员的身份再度登场，在比赛中他表现优异，游出46秒72，帮助澳大利亚队挽回劣势，获得铜牌。
2017年5月，查默斯因心脏问题决定放弃参加同年7月在匈牙利布达佩斯举办的世界锦标赛。他在经历一段手术以及康复治疗后于7月初回归赛场。
查默斯入选了2018年英联邦运动会澳大利亚游泳队阵容，他在英联邦运动会期间共摘得4枚金牌和1枚银牌，其中3枚金牌来自于接力项目，另外1枚金牌来自于男子200米自由泳，唯一的银牌则来自于男子100米自由泳。同年8月，他出战日本东京举行的泛太平洋游泳锦标赛，收获男子100米自由泳的金牌、男子4×100米自由泳接力和4×200米自由泳接力的银牌以及男子4×100米混合泳接力的铜牌。
2019年7月，查默斯第二次站上世锦赛赛场，在该届比赛期间，他较上一次参赛更进一步，获得1枚金牌、2枚银牌和1枚铜牌，4枚奖牌中有3枚来自于接力项目，另外一枚银牌则来自于100米自由泳。